# Мали Алабор
Мали Алабор (грч. Κυδωνιά, Кидонија) је насељено место у општини Александрија у периферији Средишња Македонија, Грчка. Према попису из 2021. године било је 139 становника.
Према бугарском географу и историчару, Василу Канчову, у Малом Алабору је 1900. године живело 165 Словена хришћана. Македонски историчар Тодор Симовски, наводи да је Мали Алабор хеленизовано словенско насеље.